# Maria Stella Márquez Zawadzky
Maria Stella Márquez Zawadzky de Araneta uit Colombia werd Miss Colombia 1959 en won in 1960 de eerste editie van de Miss International-verkiezing. Eveneens in 1960 bereikte zij de top vijftien in de Miss Universe-verkiezing.
Tegenwoordig woont Márquez in de Filipijnen en sinds 1964 is zij de officiële organisator van de Binibining Pilipinas-verkiezing, de missverkiezing waarin de Filipijnse afgevaardigden voor Miss Universe, Miss World en Miss International worden gekozen. Ze is gehuwd met de Filipijnse zakenman Jorge Araneta.